# Setúbal (São Julião, Nossa Senhora da Anunciada e Santa Maria da Graça)
Setúbal (São Julião, Nossa Senhora da Anunciada e Santa Maria da Graça)  (oficialmente: União das Freguesias de Setúbal (São Julião, Nossa Senhora da Anunciada e Santa Maria da Graça)) é uma freguesia portuguesa do município de Setúbal, com 36,77 km² de área e 37757 habitantes (censo de 2021). A sua densidade populacional é 1 026,8 hab./km².

## História
Foi constituída em 2013, no âmbito de uma reforma administrativa nacional, pela agregação das antigas freguesias de São Julião, Nossa Senhora da Anunciada e Santa Maria da Graça.

## Demografia
A população registada nos censos foi:
| Distribuição da População por Grupos Etários | Distribuição da População por Grupos Etários | Distribuição da População por Grupos Etários | Distribuição da População por Grupos Etários | Distribuição da População por Grupos Etários | Distribuição da População por Grupos Etários |
| -------------------------------------------- | -------------------------------------------- | -------------------------------------------- | -------------------------------------------- | -------------------------------------------- | -------------------------------------------- |
| Antes da agregação                           |                                              |                                              |                                              |                                              |                                              |
| Ano                                          | 0-14 anos                                    | 15-24 anos                                   | 25-64 anos                                   | >= 65 anos                                   | Total                                        |
| 2001                                         | 4971                                         | 5156                                         | 21024                                        | 7351                                         | 38502                                        |
| 2011                                         | 4939                                         | 3797                                         | 20505                                        | 8857                                         | 38098                                        |
| Após a agregação                             |                                              |                                              |                                              |                                              |                                              |
| Ano                                          | 0-14 anos                                    | 15-24 anos                                   | 25-64 anos                                   | >= 65 anos                                   | Total                                        |
| 2021                                         | 4599                                         | 3722                                         | 18973                                        | 10463                                        | 37757                                        |

## Política

### Eleições autárquicas

#### Assembleia de Freguesia
| Data | %     | D     | %     | D     | %       | D       | %    | D    | %       | D       | %       | D       | %       | D   | Participação   |                |
| Data | CDU   | CDU   | PS    | PS    | PSD-CDS | PSD-CDS | B.E. | B.E. | PPD/PSD | PPD/PSD | CDS-PP  | CDS-PP  | PAN     | PAN | Participação   |                |
| ---- | ----- | ----- | ----- | ----- | ------- | ------- | ---- | ---- | ------- | ------- | ------- | ------- | ------- | --- | -------------- | -------------- |
| Data | 2013  | 32,78 | 7     | 32,18 | 7       | 19,52   | 4    | 6,76 | 1       | PSD-CDS | PSD-CDS | PSD-CDS | PSD-CDS |     |                | 39,24 / 100,00 |
| 2017 | 39,23 | 8     | 27,18 | 6     |         |         | 6,67 | 1    | 14,50   | 3       | 4,40    | 1       | 3,77    | -   | 44,13 / 100,00 |                |

#### Câmara Municipal
| Data | %     | %     | %       | %     | %    | %       | %       | Participação   |                |
| Data | CDU   | PS    | PSD-CDS | B.E.  | PAN  | PPD/PSD | CDS-PP  | Participação   |                |
| ---- | ----- | ----- | ------- | ----- | ---- | ------- | ------- | -------------- | -------------- |
| Data | 2013  | 39,03 | 26,74   | 16,32 | 5,29 | 2,60    | PSD-CDS | PSD-CDS        | 39,23 / 100,00 |
| 2017 | 49,71 | 20,37 |         | 4,90  | 2,64 | 13,21   | 3,66    | 44,05 / 100,00 |                |

#### Assembleia Municipal
| Data | %     | %     | %       | %     | %     | %       | %       | Participação   |  |                |
| Data | CDU   | PS    | PSD-CDS | B.E.  | PSD   | CDS-PP  | PAN     | Participação   |  |                |
| ---- | ----- | ----- | ------- | ----- | ----- | ------- | ------- | -------------- |  | -------------- |
| Data | 2013  | 39,23 | 29,46   | 19,31 | 7,29  | PSD-CDS | PSD-CDS | Participação   |  | 39,23 / 100,00 |
| 2017 | 39,68 | 24,77 |         | 7,66  | 15,29 | 4,22    | 3,89    | 44,04 / 100,00 |  |                |

### Eleições legislativas
| Data | %     | %     | %     | %     | %     | %    | %     | %    | %    | %    |  |
| Data | PS    | PàF   | BE    | CDU   | PAN   | L    | PSD   | CDS  | CH   | IL   |  |
| ---- | ----- | ----- | ----- | ----- | ----- | ---- | ----- | ---- | ---- | ---- |  |
| Data | 2015  | 33,80 | 29,84 | 12,98 | 12,52 | 2,12 | 1,07  | PàF  | PàF  |      |  |
| 2019 | 36,07 |       | 13,09 | 11,11 | 4,38  | 1,24 | 20,65 | 4,17 | 1,29 | 1,05 |  |